# Mitochondriální člunek
Mitochondriální člunky jsou metabolické dráhy, které umožňují přenos redukčních ekvivalentů (H+ a elektronů) z cytosolu buněk do mitochondrií.
Při glykolýze, která probíhá v cytosolu buněk, vznikají vyredukované NADH. Jelikož nemohou pronikat do mitochondrií, aby tam byly zpětně zoxidovány v dýchacím řetězci, jsou oxidovány již u mitochondriální membrány právě mitochondriálními člunky, které pak získané elektrony přenášejí do matrix mitochondrie a tam v případě malát-aspartátového člunku redukují v matrix přítomné NAD+ na NADH a v případě glycerolfosfátového FAD na FADH2.
Existují tedy dva člunky:
- Malát-aspartátový člunek
  - nejzastoupenější
- Glycerolfosfátový člunek
  - hlavně v hnědém tuku, jelikož je tento člunek méně účinný a vytváří více tepla